# Żuławski Park Historyczny w Nowym Dworze Gdańskim

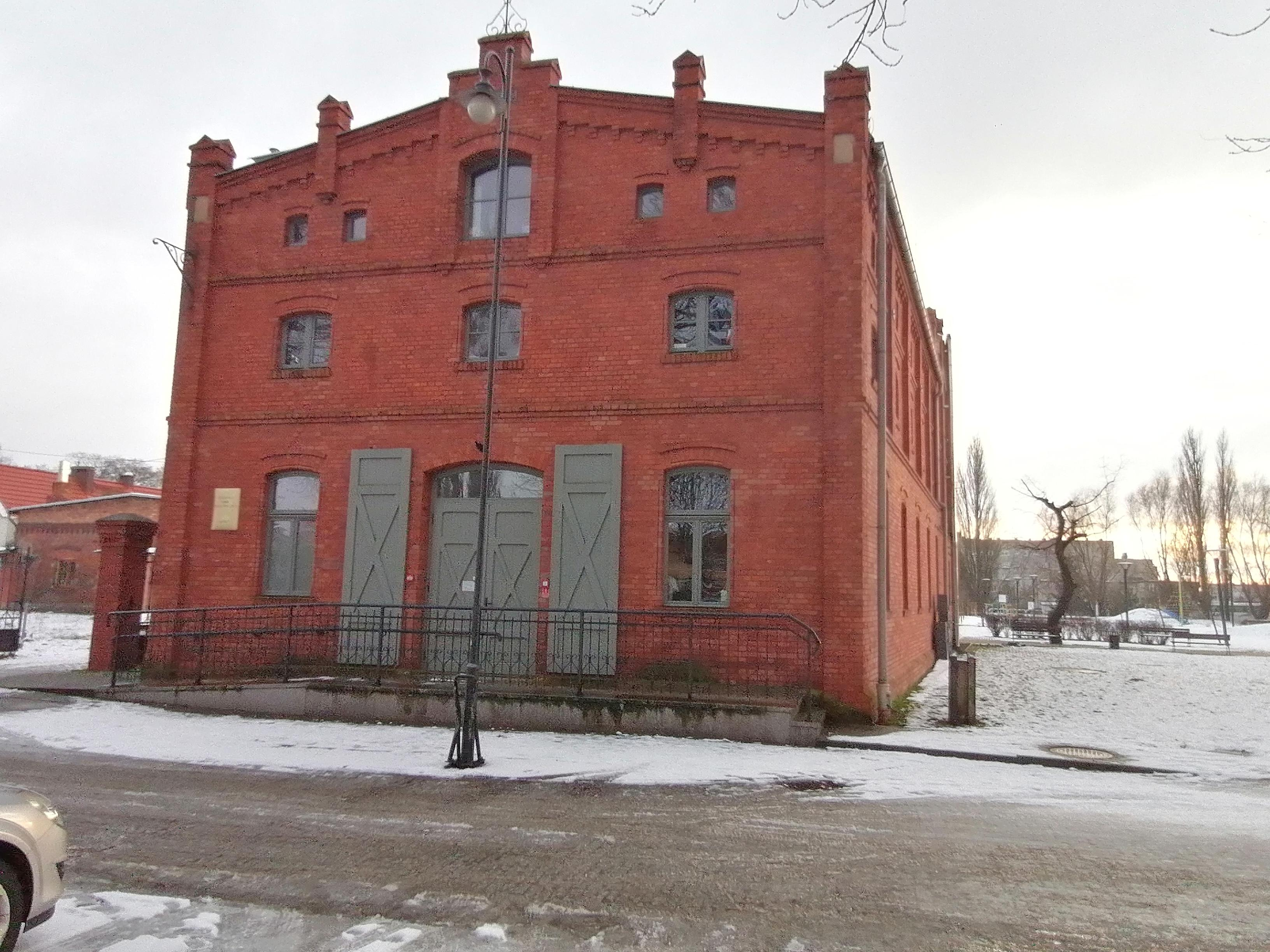
Budynek Żuławskiego Parku Historycznego

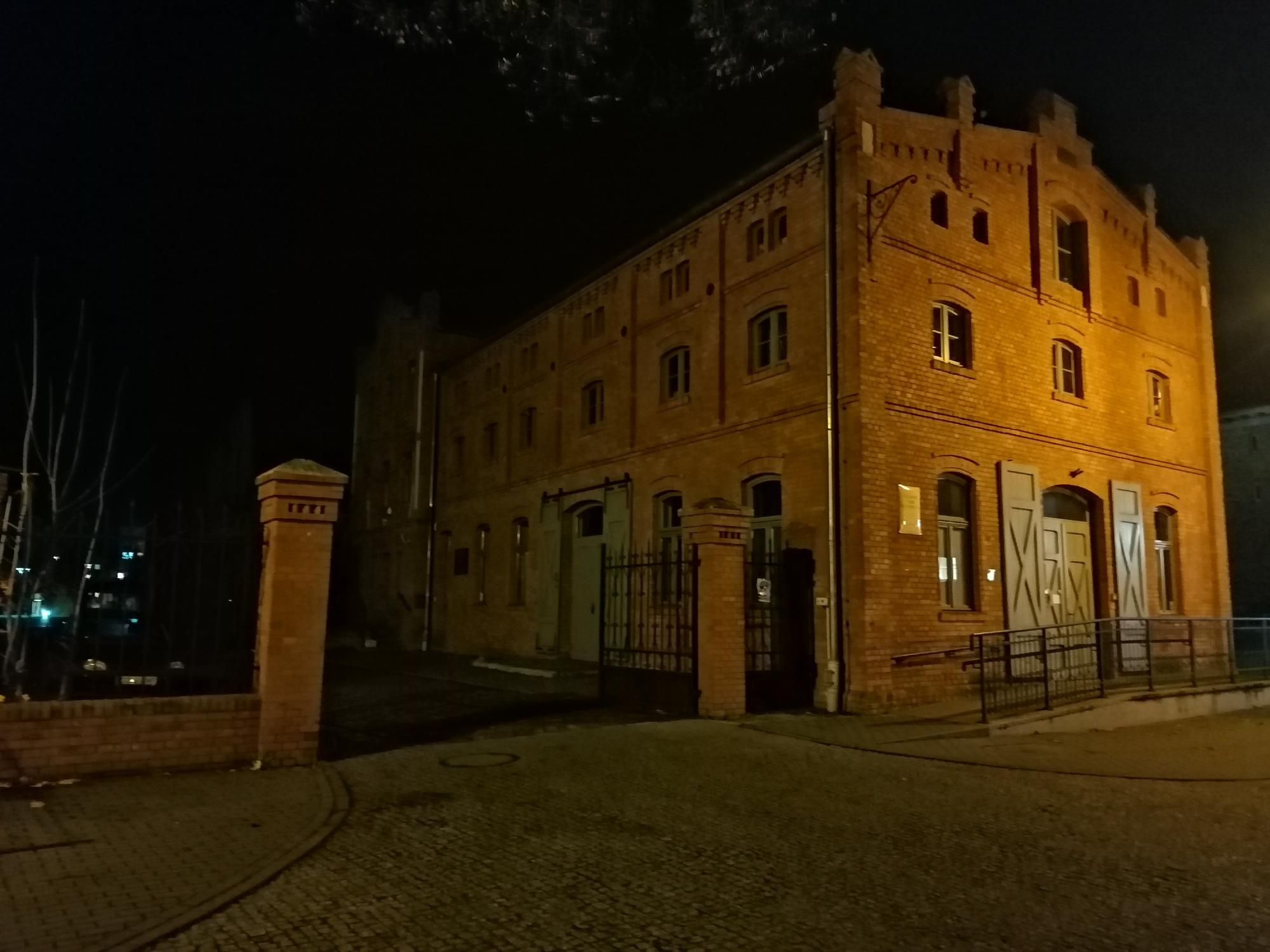
Budynek Żuławskiego Parku Historycznego w nocy

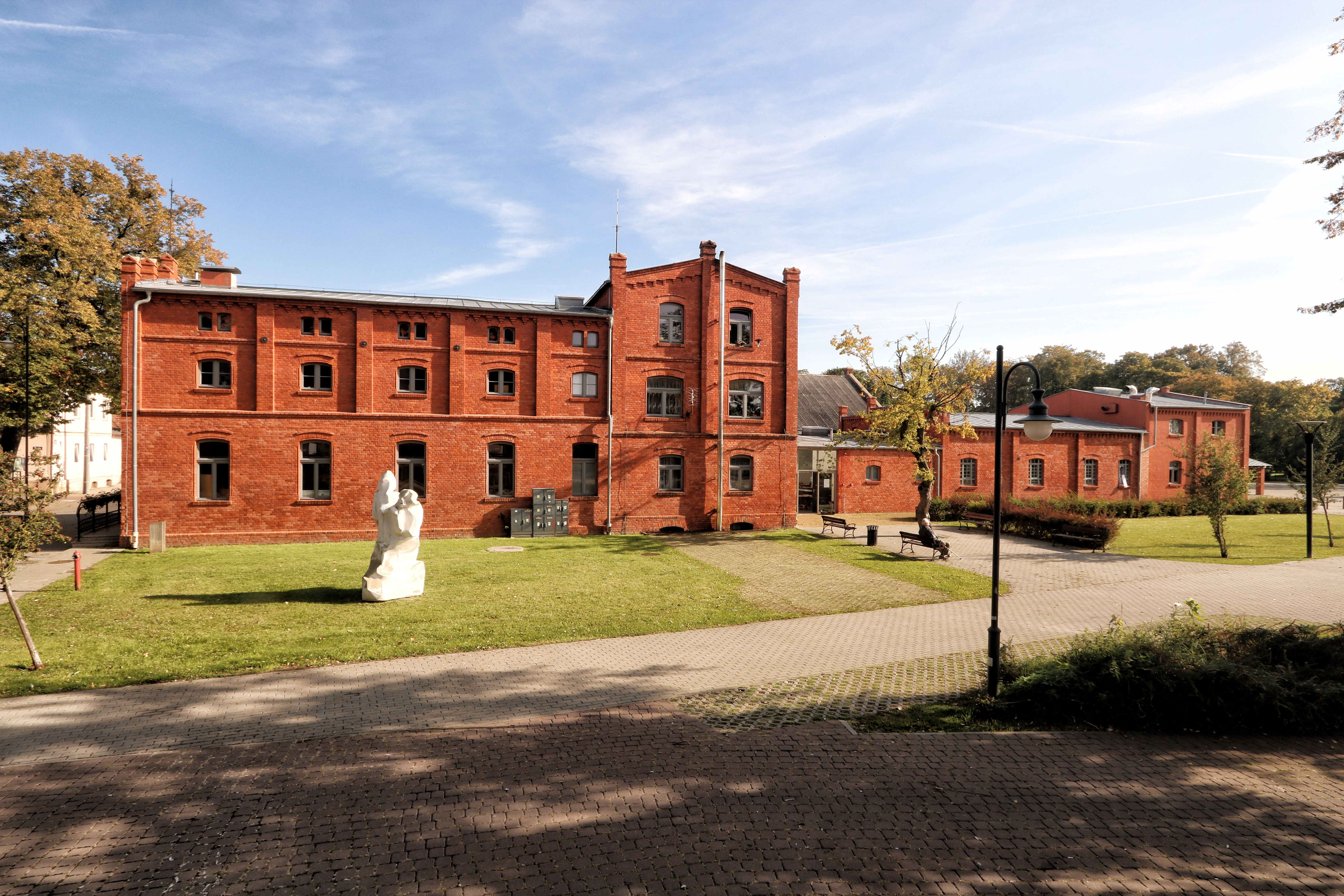
Żuławski Park Historyczny w Nowym Dworze Gdańskim

Żuławski Park Historyczny w Nowym Dworze Gdańskim (dawne Muzeum Żuławskie) – placówka kulturalno-muzealna z siedzibą w Nowym Dworze Gdańskim. Placówka prowadzona jest przez Stowarzyszenie Miłośników Nowego Dworu Gdańskiego Klub Nowodworski.

## Historia
Główną siedzibę placówki stanowi budynek dawnej serowni, pochodzący z 1902 roku. Produkcja mleczarska była w nim prowadzona do lat II wojny światowej. Po zakończeniu walk służył najpierw jako magazyn łupów wojennych, a następnie – do lat 80. XX wieku – wykorzystywany był przez Spółdzielnię Transportu Wiejskiego i Gminną Spółdzielnię Samopomoc Chłopska. W 1993 roku, z inicjatywy Klubu Nowodworskiego, w budynku utworzono Muzeum Żuławskie, otwarte w czerwcu 1994 roku.
W 2009 roku gmina Nowy Dwór Gdański przy wsparciu finansowym Unii Europejskiej rozpoczęła przebudowę obiektu z przeznaczeniem na cele kulturalne oraz turystyczne. W 2010 roku przedsięwzięcie to otrzymało nazwę Żuławski Park Historyczny.
Muzeum jest prowadzone przez Stowarzyszenie Miłośników Nowego Dworu Gdańskiego Klub Nowodworski, który powstało w 1991 roku.

## Muzeum Żuławskie
W części muzealnej prezentowane są następujące wystawy stałe:
- „Stolica Żuław. Delta Wisły” – prezentujące zabytki materialne związane z historią Żuław Wiślane, m.in. elementy wiatraka z Ostaszewa, nagrobki (m.in. unikatowa stela z drewna modrzewiowego) oraz fragmenty budynków z miasta i okolicy, a także pamiątki związane z nowodworskim przemysłem,
- „Na polskim polderze. Z dziejów mennonitów – niderlandzkiej mniejszości religijnej” – ekspozycja poświęcona mennonitom – pochodzącej z Niderlandów oraz północnych Niemiec wspólnocie religijnej, która osiedliła się na terenie Żuław w XVI wieku.
- „Strych pełen osobliwości” – kolekcja dawnych przedmiotów codziennego użytku, narzędzi rzemieślniczych oraz zabytków techniki użytkowej.
- „Magazynek strażnika wałowego” – rekonstrukcja dawnego pomieszczenia, służącego ochronie przeciwpowodziowej.

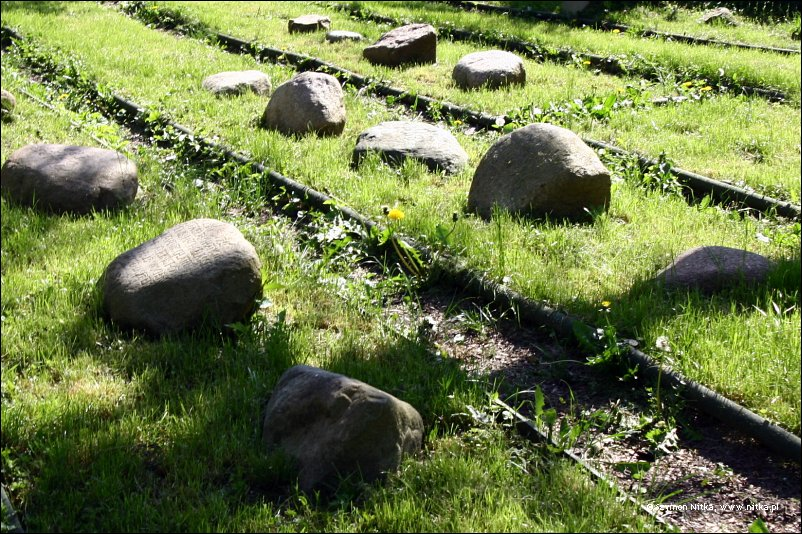
Cmentarz 11 Wsi w Cyganku

Muzeum obejmuje również obiekty zamiejscowe:
- Lapidarium Cmentarza 11 Wsi w Żelichowie-Cyganku – mennonicką i luterańską nekropolię pochodzącą z XVII wieku,
- Flotę Klubu Nowodworskiego, w skład której wchodzą rzeczne jednostki pływające: łódź patrolowo-holownicza oraz jednostka patrolowa typu „Striż”.

Muzeum jest obiektem całorocznym, czynnym codziennie, z wyjątkiem poniedziałków.

## Pozostałe formy działania Parku
- warsztatowe: Warsztaty Ceramiczne, Pracownia Drewna, Pracownia Kuchni Regionalnej,
- edukacyjne: Centrum Edukacji Regionalnej, Krajowe Centrum Społecznej Edukacji Przeciwpowodziowej,
- ochrony zabytków i przyrody: Pogotowie Konserwatorskie, Salwinia Ekoklub,
- siedziby: Towarzystwa Kulturalnego Iwa, Stowarzyszenia Miłośników Nowego Dworu Gdańskiego Klub Nowodworski, Klubu Szachowego.